# Jacques Fontane
Jacques Fontane dit Fontana, né le 29 mai 1765 à Montpellier dans l'Hérault et mort le 5 décembre 1833 à Vincennes, dans le Val-de-Marne, est un général français de la Révolution et de l’Empire.

## Biographie

### Du simple soldat au colonel
Il entre au service le 2 juillet 1781 au régiment de Vivarais-Infanterie. Il passe par les grades de sous-officier et accède à l’épaulette de sous-lieutenant au 23e régiment d’infanterie le 10 mars 1792. Affecté à l’armée du Rhin en 1792 puis à celle des Alpes de 1793 à 1796, il se distingue au combat de la Malchaussée le 25 septembre 1795. Il reçoit sa première blessure au siège de Mantoue — un coup de sabre à l’épaule droite. Lors de la bataille de Castiglione, le 5 août 1796, il est blessé grièvement de plusieurs coups de sabre au flanc droit et laissé pour mort sur le champ de bataille. 
Fontane est nommé capitaine début janvier 1797 avant d'être transféré à l’armée cisalpine. Le 17 mars 1800, il passe chef de bataillon et prend le commandement du 3e bataillon de la légion italique sous le général Lechi le 28 mars suivant. Le 23 septembre, il prend les fonctions de chef d’état-major de la division cisalpine commandée par le général Pino. En novembre 1801 il passe chef de brigade à la 1re demi-brigade d’infanterie de ligne. Après avoir servi en Toscane de 1801 à 1802, il rejoint l’armée des côtes de l'Océan de 1803 à 1805 et est fait chevalier de la Légion d’honneur le 17 juillet 1804.

### Général de l'Empire

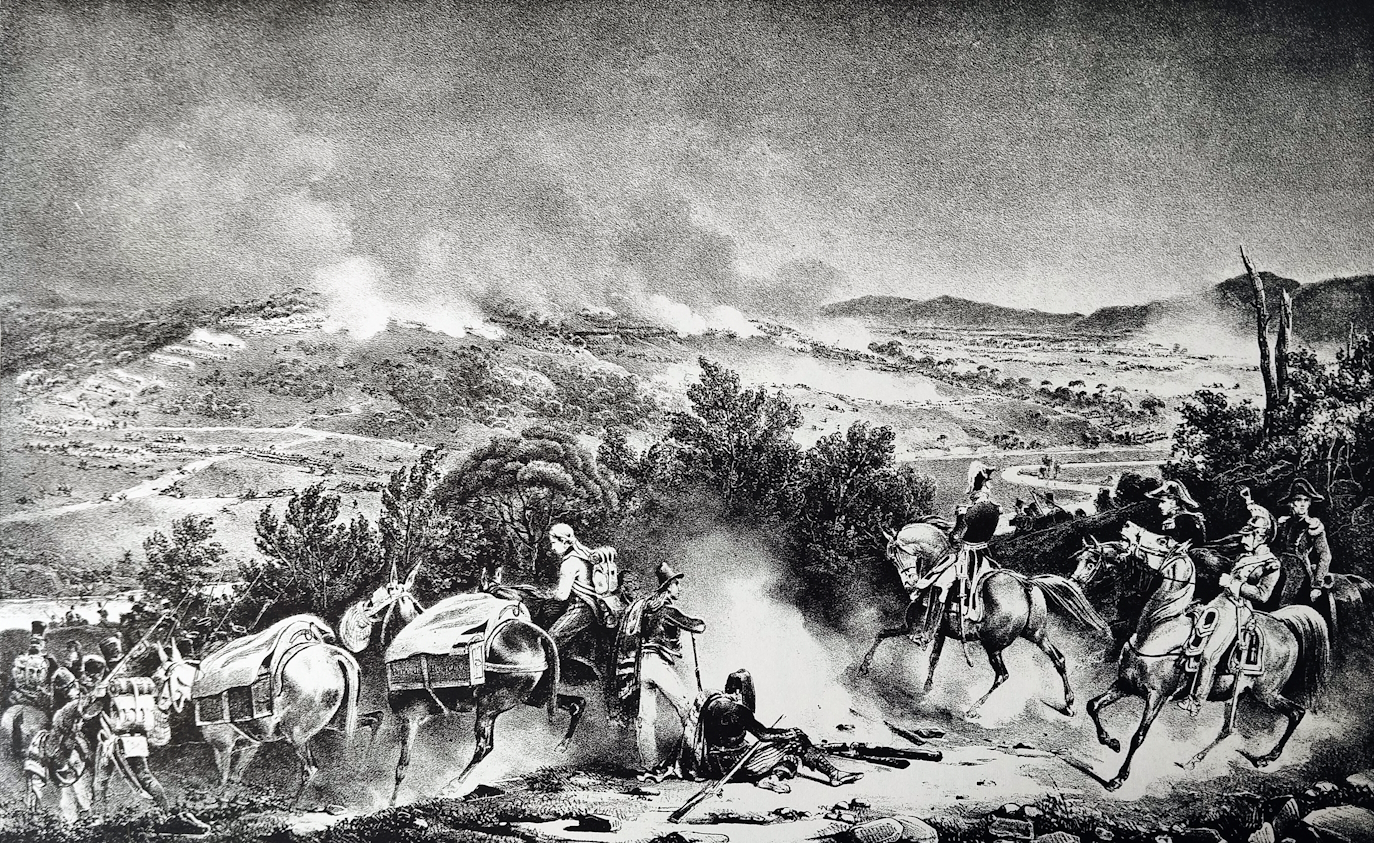
La bataille de Cardedeu, le 16 décembre 1808, à laquelle participe le général Fontane.

Le 13 août 1804, il est à la division Trivulzio, puis à celle du général Teulié le 2 mars 1805. À la fin de l'année, il sert à l’armée de Hollande et en octobre 1807, il quitte Le Havre avec son régiment pour se joindre à Mayence au 8e corps du maréchal Mortier. Il participe aux sièges de Colberg et de Stralsund. Nommé général de brigade au service de l'Italie le 7 septembre 1807, il commande la 2e brigade de la division italienne du général Severoli le 26 novembre 1807, puis la 1re brigade de la division Pino à l’armée de Catalogne le 29 janvier 1808. 
De retour en Italie avec les troupes italiennes, il commande provisoirement la 2e brigade de la 2e division italienne du général Bonfanti le 15 février 1808. En août 1808, il prend le commandement d’une brigade d’infanterie de la 1re division de troupes italiennes. Il part alors rejoindre l’armée d’Espagne, où il sert lors du siège de Roses, à la bataille de Cardedeu le 16 décembre 1808 et à celle de Molins de Rei le 21 décembre. Une balle le blesse à la cuisse au cours du combat de San Felíu de Guixols le 14 avril [1809. Il est à la prise de Palamós le 5 juillet suivant et prend part aux sièges de Gérone et d'Hostalrich de janvier à mai 1810. Créé baron de l’Empire le 26 avril 1810, il est promu officier de la Légion d’honneur le 28 mai de la même année. Le 27 novembre, il dirige par intérim la division italienne en remplacement de Severoli. 
Le 1er janvier 1812, il est désigné pour commander le département de la Brenta à Padoue dans la 6e division militaire du royaume d’Italie. Employé à la 15e division d’infanterie du corps d’observation d’Italie, il en assure le commandement par intérim le 20 janvier 1812. Au début de la campagne de Russie, il commande cette unité rattachée au 4e corps. Lors de la retraite, il est blessé d’un coup de feu à la poitrine lors de la bataille de Maloyaroslavets le 24 octobre 1812. En février 1813, il commande par intérim la 15e division militaire ; au mois de juillet, il est employé sous Pino afin d'assurer la défense des provinces illyriennes. Il prend part à la défense du pont de Scharnitz le 29 août 1813 et le 15 septembre suivant, il est chargé du commandement supérieur du quartier général, puis à l’armée d’observation d’Italie le 10 octobre de la même année. 
Fontane est nommé général de division le 2 novembre 1813. Le 14 novembre suivant, il prend le commandement de la 4e division militaire du royaume d’Italie à Bologne. Il évacue la ville le 29 décembre de la même année et le 27 janvier 1814, il se replie sur Modène. Attaché à l’état-major général de l’armée d’Italie, il est placé à la suite le 15 février 1814. Il passe dans la 2e division militaire territoriale comme commandant à Crémone en mars 1814, puis il commande la 3e division d’infanterie de l’armée italienne à l’organisation du 19 avril 1814, jusqu’à la dissolution de l’armée le 18 juin suivant.
Par ordonnance royale du 27 septembre 1814, il est autorisé à reprendre du service en France en tant que lieutenant-général, grade confirmé lors des Cent-Jours par décret impérial du 5 juin 1815. Il est admis à la retraite par ordonnance royale du 1er août 1815. 
Jacques Fontane meurt à Vincennes le 5 décembre 1833, à l’âge de 68 ans. Il repose au cimetière du Père-Lachaise (38e division).

## Blessures
- Reçoit un coup de sabre sur l’épaule droite au siège de Mantoue (Italie) en 1796.
- Grièvement blessé de plusieurs coups de sabre au flanc droit à Castiglione (Italie) le 5 août 1796 où il est laissé pour mort sur le champ de bataille.
- Atteint par un coup de feu à la cuisse gauche au combat de Molins de Rei (ca) (Catalogne) le 14 avril 1809[2].
- Reçoit un coup de feu au sein gauche au combat de Maloyaroslavets (Russie) le 24 octobre 1812[2].

## Honneurs et titres
- Légion d’honneur[3].
  - Chevalier le 17 juillet 1804.
  - Officier le 28 mai 1810.
- Chevalier de l’ordre de la Couronne de fer.
- Commandant de l’ordre de la Couronne de fer.
- Chevalier de ordre royal et militaire de Saint-Louis.
- Il reçoit une rente annuelle en 2 dotations de 6 000 francs sur le Hanovre le 15 août 1809, puis sur le Tyrol le 4 octobre 1810.

## Armoiries
- Baron de l’Empire par décret impérial du 15 août 1809, et confirmé dans son titre par lettres patentes du 26 avril 1810[2]

- Blason : D’or à une fontaine de sable, d’où jaillit des eaux de sinople ; à la bordure componée de pourpre et d’argent, au franc-quartier brochant des barons militaires.

## Union et descendance
Il est marié à Anne-Victoire Ceccopieri, et de cette union trois enfants sont issus.
- Gabriel Natalis, baron Fontane, né le 25 décembre 1798 à Massa.
- Marie Anne Thérèse Françoise Louise, née le 15 mars 1802.
- Marie Latine, née le 24 juillet 1805.

## Sources
- (en) « Generals Who Served in the French Army during the Period 1789 - 1814: Eberle to Exelmans »
- Thierry Pouliquen, « Les généraux français et étrangers ayant servis [sic] dans la Grande Armée » (consulté le 4 novembre 2013)
- « Cote LH/995/2 », base Léonore, ministère français de la Culture
- Georges Six, Dictionnaire biographique des généraux & amiraux français de la Révolution et de l'Empire (1792-1814), Paris, Librairie G. Saffroy, 1934 2 volumes
- Piero Crociani et Massimo Fiorentino, Les Italiens en Allemagne 1806-1808, coll. « Soldats Napoléoniens » (no 10)
- A. Pigeard, Les Généraux de Napoléon, Tradition magazine, coll. « HS no 25 »